# 末螳属
末螳属（学名：Telomantis）是色翅螳科的一属。

## 下属物种
本属包括以下物种：
- Telomantis lamperti Werner, 1906
- Telomantis robusta Beier, 1950